# Cantone di Vigneux-sur-Seine
Il Cantone di Vigneux-sur-Seine è una divisione amministrativa dell'arrondissement di Évry.
A seguito della riforma approvata con decreto del 24 febbraio 2014, che ha avuto attuazione dopo le elezioni dipartimentali del 2015, è passato da 1 a 2 comuni più una frazione.

## Composizione
Prima della riforma del 2014 comprendeva il solo comune di Vigneux-sur-Seine.
Dal 2015, oltre a parte del comune di Montgeron i comuni appartenenti al cantone sono i seguenti 2:
- Crosne
- Vigneux-sur-Seine